# Swietenia
Swietenia Jacq., 1760 è un genere di alberi della famiglia delle Meliaceae, il cui legno, noto come mogano è stato per secoli tra i più apprezzati in ebanisteria.

## Storia
Secondo alcuni furono i primi schiavi africani che fecero notare ai conquistatori spagnoli le stupende qualità del m'oganwo (“Re Legname”), i quali lo importarono in Europa. Gli spagnoli lo denominarono col termine indigeno caoba, che per i taino voleva dire “frutto che non si mangia”, facendo riferimento alla grande capsula legnosa che contiene i semi alati. Gli inglesi, seguendo la pronuncia africana lo chiamarono mahogany, nome con il quale è conosciuto commercialmente ed in varie lingue.

## Descrizione
Gli alberi del genere Swietenia possono raggiungere l'altezza di 50 metri (altezza media 30 metri) e un diametro di 2-3 metri.

## Distribuzione e habitat
Il genere è diffuso nell'ecozona neotropicale.

## Tassonomia
Il genere comprende tre specie:
- Swietenia humilis Zucc., di distribuzione centroamericana principalmente nel versante del Pacifico.
- Swietenia macrophylla King, di più ampia distribuzione, dal Messico fino alla Bolivia.
- Swietenia mahagoni (L.) Jacq., dell'area Antille (Cuba). È stata la prima specie conosciuta ed ampiamente usata in passato per le sue uniche qualità. Il legno si caratterizza per una trama fine e lucida. Il colore è meno rossiccio delle altre specie ed è più denso, compatto e duro.

## Coltivazione
La coltivazione per fini commerciali è molto complessa a causa di un insetto che ne divora gli apici fogliari (Hypsipyla grandella) causandone la ramificazione. La pianta è però facilmente coltivabile per fini estetici e di giardinaggio nei climi appropriati.
Attualmente il principale esportatore mondiale di legno di mogano è il Brasile. Durante gli anni '90 il principale esportatore fu la Bolivia ma, a causa di uno sfruttamento inadeguato, in questo paese la specie è quasi scomparsa per fini commerciali.
Il mogano è un legno molto adatto per la costruzione di strumenti musicali. Questa essenza conferisce al suono un timbro particolarmente caldo, corposo, bilanciato e ricco di sostegno.
Nel mercato mondiale vengono spesso vendute come mogano essenze diverse, in particolar modo legno del genere africano Khaya, sempre della famiglia delle Meliacee.

## Protezione
Dopo un lungo confronto tra i paesi membri del CITES, da pochi anni il mogano è stato incluso nell'appendice II che ne regola il commercio in base a precisi parametri di sostenibilità ambientale.

## Simbologia
Il mogano è l'albero simbolo nazionale della Repubblica Dominicana. Inoltre è rappresentato sulla bandiera del Belize.